# U 282
U 282 war ein deutsches U-Boot vom Typ VII C, das im Zweiten Weltkrieg von der deutschen Kriegsmarine eingesetzt wurde.

## Geschichte

### Bau und Indienststellung
Der Auftrag für das Boot wurde am 5. Juni 1941 an die Vegesacker Werft in Bremen vergeben. Die Kiellegung erfolgte am 2. Juni 1942, der Stapellauf am 3. Februar 1943, die Indienststellung unter Oberleutnant zur See Rudolf Müller fand schließlich am 13. März 1943 statt.

### Einsatz
U 282 unternahm während seiner Dienstzeit eine Feindfahrt, konnte aber keine Versenkungen oder Beschädigungen verbuchen.

### Versenkung
Am 29. Oktober 1943 wurde U 282 südöstlich von Grönland am Konvoi ON.208 von der Geleitsicherung Escort Group B.7 durch Wasserbomben der britischen Zerstörer HMS Vidette, HMS Duncan und der Korvette HMS Sunflower auf der Position 55° 28′ N, 31° 57′ W versenkt.
Vidette erfasste mit ASDIC-Ortung das U-Boot, welches nach langer Jagd durch Hedgehog-Wasserbomben der Sunflower versenkt wurde. Alle 48 Besatzungsmitglieder kamen dabei ums Leben. Die Identifizierung des Bootes erfolgte anhand von auftreibenden Wrackteilen und Kleidungsresten.
U 282 verlor während seines Einsatzes vor der Versenkung keine Besatzungsmitglieder.